# Alexandra Rotan
Pour les articles homonymes, voir Rotan.
Alexandra Rotan, née le 29 juin 1996 à Råholt dans la commune d'Eidsvoll en Norvège, est une chanteuse et guitariste norvégienne. Elle représente la Norvège au Concours Eurovision de la chanson 2019 à Tel Aviv en Israël, en tant que membre du supergroupe KEiiNO, aux côtés de Tom Hugo et de Fred Buljo.

## Biographie
Alexandra Rotan naît le 29 juin 1996 dans le village de Råholt, dans la commune d'Eidsvoll en Norvège.

Elle participe en 2010 au MGPjr, concours de chansons pour enfants, inspiré du Melodi Grand Prix, avec sa chanson Det vi vil (Ce que nous voulons en norvégien). Elle fera partie des quatre superfinalistes.

En 2016, elle participe à Idol, version norvégienne de l'émission de télé-crochet Pop Idol. Elle ira jusqu'en demi-finale avant d'être éliminée.

En 2017, elle fait partie des choristes d'Alan Walker, lors de sa tournée en Europe.

Elle participe en 2018 au Melodi Grand Prix, en duo avec la chanteuse Stella Mwangi, dans le but de représenter la Norvège au Concours Eurovision de la chanson 2018. Le duo interprètera la chanson You Got Me et finiront troisièmes de la compétition, remportée par Alexander Rybak.

Elle retente sa chance en 2019, aux côtés de Tom Hugo et de Fred-René Buljo, formant le supergroupe KEiiNO. Ils remportent le Melodi Grand Prix 2019 avec leur chanson Spirit in the Sky et représentent par conséquent la Norvège au Concours Eurovision de la chanson 2019, à Tel Aviv en Israël. Ils participent à la seconde demi-finale du jeudi 16 mai 2019, dont ils se qualifient, finissant septièmes sur dix-huit participants. Deux jours plus tard, le groupe termine à la sixième place de la finale, avec 331 points, dont 291 du télévote, qui les classe premiers.

En 2021, KEiiNO retente sa chance au Melodi Grand Prix 2021, avec la chanson Monument. Qualifiés d'office pour la finale, le groupe atteint le duel d'or à l'issue de celle-ci, et le perd face à TIX et sa chanson Fallen Angel, récoltant environ 42.5% des suffrages.

Toujours en 2021, Alexandra participe à la dixième édition du télé-crochet Stjernekamp, aux côtés de neuf autres artistes connus de la scène musicale norvégienne. À l'issue de la finale, elle termine deuxième.

## Discographie

### En tant qu'artiste principale
- 2010 ― Det vi vil
- 2017 ― Hawaii (avec Chris Baco et Vliet)
- 2018 ― You Got Me (avec Stella Mwangi)
- 2018 ― Crazy 'Bout U

### En tant qu'artiste invitée
- 2016 ― Need You (Alphabeat feat. Alexandra Rotan)
- 2016 ― Fargene i meg (Chris Baco feat. Alexandra Rotan)
- 2017 ― Crzy (Marius feat. Alexandra Rotan)
- 2018 ― F.I.L (Stella Mwangi feat. Alexandra Rotan)
- 2019 ― Into You (HOURS feat. Alexandra Rotan)

### En tant que membre deKEiiNO
- 2019 - Spirit in the Sky
- 2019 - Shallow (Reprise de Lady Gaga et Bradley Cooper)
- 2019 - Praying
- 2019 - Vill ha dig
- 2019 - Dancing in the smoke
- 2020 - Colours
- 2020 - Black Leather (Avec Charlotte Qamaniq)
- 2020 - Would I Lie (feat. Electric Fields)
- 2021 - Monument
- 2021 - Unbreakable
- 2021 - Drivers License (Reprise de Olivia Rodrigo)
- 2021 - Addjas
- 2021 - Summer Of My Life
- 2021 - End of Time (Taste of Heaven)
- 2021 - Venus
- 2021 - A New Beginning (feat. Peder Elias)